# Paqe
Pour l’article ayant un titre homophone, voir Île de Pâques.
L'île de Paqe (en albanais Ishulli i Paqes, l' « Île de la paix ») se trouve dans le lac de Koman, dans le nord de l'Albanie.